# Maneral
El término maneral de dados es el nombre que se da a varias herramientas que sirven para apretar o desatorar piezas.[cita requerida]

## Cerrajería
En cerrajería, el maneral es un instrumento que sirve para agarrar la pieza que se trabaja o  para introducirlo en ella para su manejo al concluirla. Su mayor aplicación es en las fábricas de armas y los hay de formas muy diversas.[cita requerida]

## Industria militar
Se llama también maneral a unas herramientas auxiliares, provistas de su correspondiente mango que introduciéndose en ciertas piezas pequeñas del armamento durante su fabricación (brocales y conteras de vainas, abrazaderas de fusil, etc.) sirven para amoldarlas perfectamente y para facilitar su manejo mientras se concluyen a lima.[cita requerida]

## Maneral de tobera
En minería, el maneral de tobera es un espetón de barra larga que se usa para desatorar las toberas de los hornos cuando se obstruyen por la acumulación de escorias.[cita requerida]